# Communauté de communes du Diois
La Communauté des Communes du Diois, nommée Pays Diois, est une communauté de communes française, située dans le département de la Drôme en région Auvergne-Rhône-Alpes.

## Historique
Au pied des Préalpes drômoises, la petite vallée du Diois est le territoire de vie de 11 100 habitants. Les cinquante-deux communes de la vallée se sont regroupées en syndicat d'aménagement en 1974, en district en 1995, puis en communauté de communes en 2001.
Le schéma départemental de coopération intercommunale (SDCI) de 2011 ne prévoyait aucune modification du périmètre. Toutefois il a été proposé l'intégration de Saint-Benoit-en-Diois issue de la communauté de communes du Pays de Saillans. Cet amendement, adopté donnant arrêté d'extension du périmètre le 28 février 2012, a été majoritairement rejeté par les conseils municipaux par la commission départementale de coopération intercommunale du 29 juin 2012.
Un nouveau projet de SDCI a été élaboré en 2015 à la suite de l'application de la loi no 2015-991 du 7 août 2015 portant nouvelle organisation territoriale de la République, dite « loi NOTRe ». Cette loi a notamment pour but de renforcer l'intégration communautaire et fixe un seuil minimal de population de 15 000 habitants assorti de dérogations (adaptation à un seuil minimal de 5 000 habitants) :
- la densité démographique de l'établissement public de coopération intercommunale (EPCI) est inférieure à la moitié de la densité nationale (103,4 hab./km2) dans un département où sa densité démographique est inférieure à la densité nationale, ce qui est le cas pour la Drôme (75,2 hab./km2) ;
- la densité démographique de l'EPCI est inférieure à 30 % de la densité nationale (31,02 hab./km2) ;
- l'EPCI comprend au moins une moitié des communes en zone de montagne.

La Communauté des Communes du Diois respecte ces trois dérogations, avec une densité de 8,9 hab./km2 et l'intégralité des communes en zone de montagne.
Il n'est pas proposé de modification du périmètre,.

## Territoire communautaire

### Géographie
La communauté de communes est située à l'est du département de la Drôme. Elle est délimitée au nord par les plateaux du Vercors, à l'est par les Hautes-Alpes, au sud par les Baronnies et à l'ouest par la vallée de la Drôme s'ouvrant sur l'axe rhodanien.
Certaines communes situées au nord de la structure intercommunale font partie du parc naturel régional du Vercors, dont la commune siège.
La principale route traversant le territoire communautaire est la route départementale 93 reliant Valence et la vallée du Rhône à Gap, et desservant plusieurs communes (Die, Luc-en-Diois, Beaurières). Une ligne de chemin de fer dessert également le territoire, avec deux gares, à Die et Luc-en-Diois.

### Composition
Le 1er janvier 2016, Aix-en-Diois et Molières-Glandaz sont devenues communes déléguées de la commune nouvelle de Solaure en Diois.
La communauté de communes est composée des 50 communes suivantes :

| Nom                     | Code Insee | Gentilé           | Superficie (km2) | Population (dernière pop. légale) | Densité (hab./km2) |
| ----------------------- | ---------- | ----------------- | ---------------- | --------------------------------- | ------------------ |
| Die (siège)             | 26113      | Diois             | 57,28            | 4 796 (2022)                      | 84                 |
| Arnayon                 | 26012      | Arnayonnais       | 19,45            | 23 (2022)                         | 1,2                |
| Aucelon                 | 26017      | Aucelonnais       | 26,34            | 17 (2022)                         | 0,65               |
| Barnave                 | 26025      | Barnavois         | 13,06            | 216 (2022)                        | 17                 |
| Barsac                  | 26027      | Barsacais         | 15,58            | 152 (2022)                        | 9,8                |
| La Bâtie-des-Fonds      | 26030      | Bâtillonnais      | 12,12            | 4 (2022)                          | 0,33               |
| Beaumont-en-Diois       | 26036      | Beaumontois       | 17,65            | 102 (2022)                        | 5,8                |
| Beaurières              | 26040      | Beauriérois       | 24,58            | 78 (2022)                         | 3,2                |
| Bellegarde-en-Diois     | 26047      | Bellegardois      | 26,04            | 94 (2022)                         | 3,6                |
| Boulc                   | 26055      | Boulciens         | 57,35            | 162 (2022)                        | 2,8                |
| Brette                  | 26062      | Brettois          | 15,5             | 31 (2022)                         | 2                  |
| Chalancon               | 26067      | Chalanconnais     | 36               | 59 (2022)                         | 1,6                |
| Chamaloc                | 26069      | Chamalocois       | 21,89            | 121 (2022)                        | 5,5                |
| Charens                 | 26076      | Charensous        | 13,47            | 31 (2022)                         | 2,3                |
| Châtillon-en-Diois      | 26086      | Châtillonnais     | 110,06           | 659 (2022)                        | 6                  |
| Establet                | 26123      | Establetais       | 12,58            | 25 (2022)                         | 2                  |
| Glandage                | 26142      | Glandageois       | 52,11            | 115 (2022)                        | 2,2                |
| Gumiane                 | 26147      | Gumianais         | 8,92             | 20 (2022)                         | 2,2                |
| Jonchères               | 26152      | Jonchérois        | 16,68            | 26 (2022)                         | 1,6                |
| Laval-d'Aix             | 26159      | Lavalaixois       | 20,05            | 112 (2022)                        | 5,6                |
| Lesches-en-Diois        | 26164      | Leschois          | 20,08            | 58 (2022)                         | 2,9                |
| Luc-en-Diois            | 26167      | Lucois            | 23,49            | 589 (2022)                        | 25                 |
| Lus-la-Croix-Haute      | 26168      | Lussois           | 87,2             | 525 (2022)                        | 6                  |
| Marignac-en-Diois       | 26175      | Marignacois       | 18,26            | 226 (2022)                        | 12                 |
| Menglon                 | 26178      | Menglonnais       | 36,47            | 538 (2022)                        | 15                 |
| Miscon                  | 26186      | Misconais         | 12,66            | 72 (2022)                         | 5,7                |
| Montlaur-en-Diois       | 26204      | Montlaurdais      | 9,72             | 140 (2022)                        | 14                 |
| Montmaur-en-Diois       | 26205      | Montmaurois       | 12,8             | 95 (2022)                         | 7,4                |
| La Motte-Chalancon      | 26215      | La Mottois        | 22,83            | 400 (2022)                        | 18                 |
| Pennes-le-Sec           | 26228      | Pennois           | 9,31             | 22 (2022)                         | 2,4                |
| Ponet-et-Saint-Auban    | 26246      | Ponetais          | 13,21            | 143 (2022)                        | 11                 |
| Pontaix                 | 26248      | Pontaisons        | 19,68            | 176 (2022)                        | 8,9                |
| Poyols                  | 26253      | Poyolais          | 13,35            | 89 (2022)                         | 6,7                |
| Pradelle                | 26254      | Pradellois        | 12,92            | 25 (2022)                         | 1,9                |
| Les Prés                | 26255      | Pratois           | 16,6             | 28 (2022)                         | 1,7                |
| Recoubeau-Jansac        | 26262      | Recoubeaulois     | 12,96            | 327 (2022)                        | 25                 |
| Rochefourchat           | 26274      | Rochefourchatiens | 12,74            | 2 (2022)                          | 0,16               |
| Romeyer                 | 26282      | Romeyais          | 41,46            | 231 (2022)                        | 5,6                |
| Rottier                 | 26283      | Rottierois        | 8,54             | 25 (2022)                         | 2,9                |
| Saint-Andéol            | 26291      | Saint-Andéolous   | 13,37            | 83 (2022)                         | 6,2                |
| Saint-Dizier-en-Diois   | 26300      | Saint-Dizièrois   | 13,94            | 46 (2022)                         | 3,3                |
| Saint-Julien-en-Quint   | 26308      | Quintous          | 47,35            | 163 (2022)                        | 3,4                |
| Saint-Nazaire-le-Désert | 26321      | Saint-Nazairais   | 46,62            | 205 (2022)                        | 4,4                |
| Saint-Roman             | 26327      | Saint-Romaniens   | 7,1              | 231 (2022)                        | 33                 |
| Sainte-Croix            | 26299      | Sainte-Cruciens   | 10,78            | 101 (2022)                        | 9,4                |
| Solaure en Diois        | 26001      |                   | 19,36            | 444 (2022)                        | 23                 |
| Vachères-en-Quint       | 26359      | Vacherois         | 5,14             | 35 (2022)                         | 6,8                |
| Val-Maravel             | 26136      | Maravelois        | 21,6             | 49 (2022)                         | 2,3                |
| Valdrôme                | 26361      | Valdrômois        | 41,51            | 134 (2022)                        | 3,2                |
| Volvent                 | 26378      | Volventiers       | 16,73            | 36 (2022)                         | 2,2                |

Toutes ces communes sont situées en zone de montagne et appartiennent à un même canton depuis le redécoupage des cantons du département, le canton du Diois.

### Démographie
| 1968   | 1975  | 1982  | 1990  | 1999   | 2010   | 2015   | 2021   |
| ------ | ----- | ----- | ----- | ------ | ------ | ------ | ------ |
| 10 455 | 9 717 | 9 615 | 9 860 | 10 292 | 10 975 | 11 404 | 11 959 |

## Administration

### Siège
Le siège de la communauté de communes est situé à Die.

### Les élus
La communauté de communes est gérée par un conseil communautaire composé de 74 membres représentant chacune des communes membres et élus pour une durée de six ans. La répartition de ces membres a été modifiée par un arrêté préfectoral du 6 janvier 2016 à la suite de la démission des élus du conseil municipal de Pennes-le-Sec et de la constitution de la commune nouvelle de Solaure en Diois.
Le conseil communautaire est composé de 74 délégués répartis de la manière suivante :
| Nombre de délégués | Communes                                                                        |
| ------------------ | ------------------------------------------------------------------------------- |
| 20                 | Die                                                                             |
| 2                  | Châtillon-en-Diois, Luc-en-Diois, Lus-la-Croix-Haute, Menglon, Solaure en Diois |
| 1                  | Autres communes                                                                 |

En cas d’empêchement des délégués titulaires, les délégués suppléants sont appelés à siéger au Conseil avec voix délibérative.

### Présidence
En 2020, le conseil communautaire a élu Alain Matheron (1er adjoint de Lus-la-Croix-Haute) et désigné ses dix vice-président·e·s :
1. Olivier Tourreng (maire de Boulc) ;
2. Isabelle Bizouard (maire de Die) ;
3. Jean-Pierre Rouit (maire de Recoubeau-Jansac) ;
4. Anne-Line Guironnet (maire de Romeyer) ;
5. Pascal Baudin (maire de Bellegarde-en-Diois) ;
6. Dominique Vinay (maire de Pontaix) (retrait de la délégation par arrêté du président le 5 septembre 2022);
7. Joël Boeyaert (maire d'Aucelon) ;
8. Valérie Joubert (maire de Poyols) ;
9. Christian Rey (conseiller à Die) ;
10. Catherine Pellini (maire de Saint Roman).

En plus du président, le bureau comprend vingt-et-un membres, dont les dix vice-président·e·s.

### Compétences
L'intercommunalité exerce des compétences qui lui sont déléguées par les communes membres.
Toutes les communautés de communes exerçaient en 2016 les deux compétences obligatoires du développement économique et de l'aménagement de l'espace. Pour la Communauté des Communes du Diois, la compétence « développement économique » couvre la création, l'aménagement, l'entretien, la gestion mais aussi la commercialisation de trois espaces économiques à Die, Châtillon-en-Diois et Luc-en-Diois, ainsi que l'animation agricole (l'agriculture représentant 20 % des emplois).
Deux compétences optionnelles sont exercées par la communauté de communes : les déchets ménagers et les rivières.
Enfin, elle exerce trois compétences facultatives : le logement, les équipements culturels et sportifs, les actions sociales d'intérêt communautaire et les services publics locaux.

### Régime fiscal et budget
La communauté de communes applique la fiscalité additionnelle, sans fiscalité professionnelle de zone et sans fiscalité professionnelle sur les éoliennes.
En 2015, elle affichait une dotation globale de fonctionnement totale de 263 090 €. Le potentiel fiscal par habitant s'élève à 93,24 €. Le coefficient d'intégration fiscale, de 0,369713, est supérieur à la moyenne nationale (0,317873).
Le budget principal de 2015 s'élevait à 7 669 621 € (5 487 820,69 € en fonctionnement et 2 181 800,31 € en investissement).

## Projets et réalisations
Dans un milieu agricole, la Communauté des Communes du Diois a rénové l'abattoir.
Elle participe financièrement au fonctionnement de la section Sport-Nature pour la cité scolaire de Die.
De plus, elle est propriétaire du domaine du Martouret, à Die, accueillant un Centre de Vacances sur quarante hectares.